# 14681 Estellechurch
14681 Estellechurch este o planetă minoră (asteroid) din centura de asteroizi. A fost descoperită pe 4 decembrie 1999 la Catalina Station⁠(d) de Catalina Sky Survey. 
Obiectul prezintă o orbită caracterizată de o semiaxă mare de 3,097105 UAi, o excentricitate de 0,17, o înclinație de 0,93822 ° în raport cu ecliptica.